# Grieta en la oscuridad
Grieta en la oscuridad es un cortometraje de género thriller producido por Noctambule Cinema. Dirigido por Xavi Rull, escrito por Maria Costa Rocher y protagonizado por Roger Berruezo, Jordi Cadellans y Ferran Rañé.

## Sinopsis
Carlos es un escritor joven y brillante que acaba de obtener un exitoso reconocimiento internacional por su última obra. Durante una conversación casual, recuerda la figura de su mentor y rápidamente se da cuenta de que no todo el mundo tiene una visión tan positiva como la suya de Ángel Millán quien, tras un silencio creativo de varios años, vuelve a estar en boca de todos gracias a una polémica trilogía. Decidido a probar que Millán sigue siendo el hombre que él conoció, Carlos le hace una visita, pero se encuentra que en su casa habita un personaje siniestro y extraño.